# 인천 흥륜사 대장일람집 권 제7,8
인천 흥륜사 대장일람집 권 제7,8(仁川 興輪寺 大藏一覽集 券 第七,八)은 인천광역시 연수구 흥륜사에 있는 조선시대의 불서이다. 2004년 4월 6일 인천광역시의 유형문화재 제58호로 지정되었다.

## 개요
대장일람집은 명나라 영덕(寧德)우바색(優婆塞)진실(陳實)이 건국 초에 편찬하여 건안의 유오삼랑서국에서 간행·보급한 것으로, 이 판본이 우리나라에 들어오자 바로 고려 말기에서 조선 초기 사이에 번각(飜刻 ：바탕책을 뒤집어 판목 위에 붙이고 그대로 새김)하고 그 각판에서 찍어낸 것으로, 책장에 따라 새긴 글자에 다소의 마멸이 나타나고 있는 점으로 미루어 그 뒤 조선 전기에 찍어낸 것이다. 이 판본은 조선 전기에 찍어낸 전 10권 중 제 7 ·8권 영본 1책이 전래된 것으로 대체로 양호한 편이다. 이 대장일랍집은 대장경에 수록된 여러 경론과 성현전기류를 망라하여 8문으로 크게 나눈 다음, 그 문을 다시 60품으로 세분하고 각 품의 주제에 해당하는 내용을 두루 발췌하여 이용에 편리하도록 집대성 해놓은 사전류라는 것이 특징이다.

## 참고 문헌
- 연수구 흥륜사 소장 대장일람집 권 제7,8 - 국가유산청 국가유산포털